# アルビナ・オシポウィッチ
アルビナ・ルーシー・シャーロット・オシポウィッチ・ヴァン・アイケン（英: Albina Lucy Charlotte Osipowich Van Aiken、1911年2月26日 - 1964年6月6日）は、リトアニアとベラルーシにルーツを持つアメリカ合衆国の競泳選手。
1928年のアムステルダムオリンピックに出場し、100m自由形と4×100m自由形リレーで金メダルを獲得した。1933年にロードアイランド州プロビデンスのブラウン大学ペンブロークカレッジ（1971年に閉校）を卒業。